# Kings Kangwa
Kings Kangwa, né le 6 avril 1999 à Kasama en Zambie, est un footballeur international zambien. Il évolue au poste de milieu de terrain à l'Hapoël Beer-Sheva.

## Biographie

### En club
Né à Kasama en Zambie, Kings Kangwa commence le football au Buildcon FC.
Le 10 juillet 2019, Kings Kangwa rejoint le club russe de l'Arsenal Toula. Il joue son premier match pour son nouveau club le 22 septembre 2019, lors d'une rencontre de première division russe face au FK Oural Iekaterinbourg où il entre en jeu à la place de son frère, Evans Kangwa (1-1 score final).
Le 14 août 2020, Kangwa inscrit son premier but, lors d'une défaite en championnat contre le FK Oufa (2-3).
Lors de l'été 2022, Kings Kangwa rejoint l'Étoile rouge de Belgrade. Le transfert est annoncé dès le 29 mai 2022 et il signe un contrat de quatre ans, soit jusqu'en juin 2026.

### En sélection
Kings Kangwa est sélectionné avec les moins de 23 ans pour participer à la Coupe d'Afrique des nations des moins de 23 ans en novembre 2019. Lors de cette compétition organisée en Égypte, il prend part à trois matchs. Avec un bilan d'un nul et deux défaites, la Zambie ne parvient pas à dépasser le premier tour du tournoi.
Le 9 juin 2019, Kings Kangwa honore sa première sélection avec l'équipe nationale de Zambie lors d'une rencontre face au Cameroun. Il entre en cours de partie lors de cette rencontre perdue par les siens (2-1). Le 16 juin suivant, lors de sa deuxième sélection, Kangwa se distingue en inscrivant son premier but avec la Zambie face au Maroc, sur un service de Patson Daka. Son équipe s'impose par trois buts à deux ce  jour-là. 
Kangwa marque son deuxième but en sélection le 25 mars 2022, lors d'un match amical face au Congo. Titulaire, il participe à la victoire de son équipe par trois buts à un. 
En décembre 2023, il est retenu dans la liste des vingt-sept joueurs zambiens sélectionnés par Avram Grant pour disputer la Coupe d'Afrique des nations 2023.

## Vie personnelle
Kings Kangwa est le petit frère d'Evans Kangwa, lui aussi footballeur international zambien.